# Rhein-Mosel-Halle

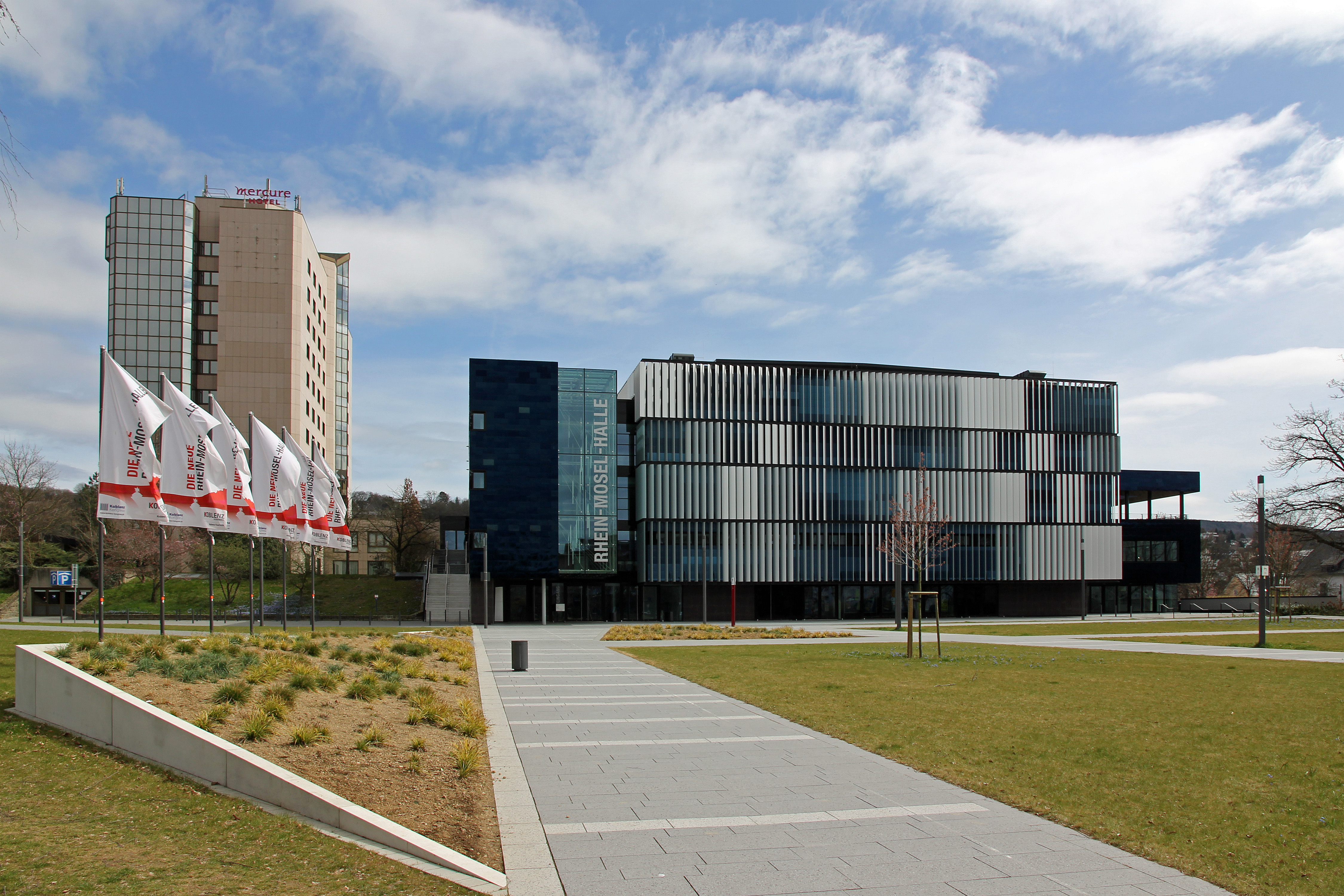
Die umgebaute Rhein-Mosel-Halle, links das Mercure-Hotel

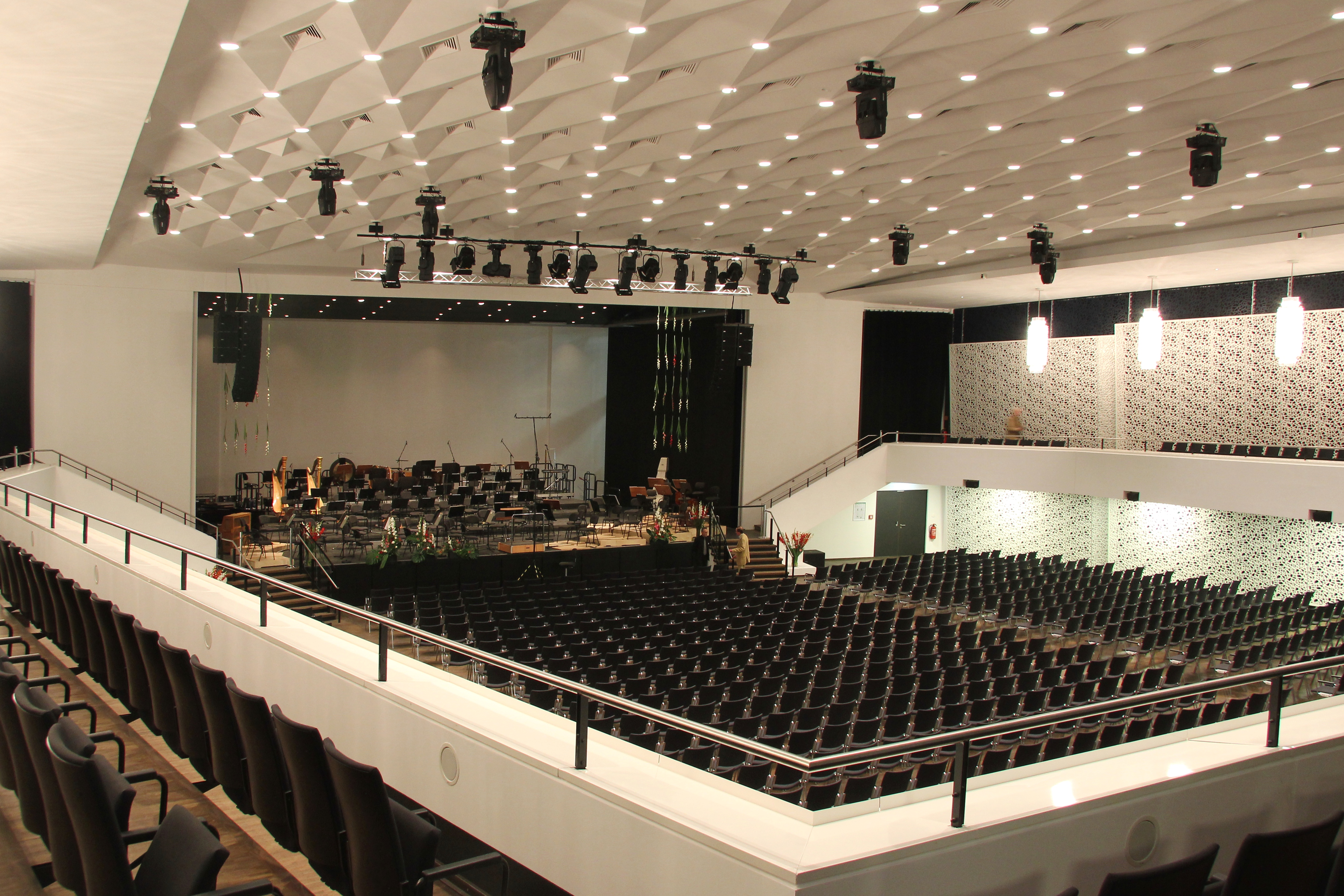
Blick von der Empore aus in den Großen Saal nach dem Umbau

Die Rhein-Mosel-Halle ist ein Tagungs-, Kongress- und Veranstaltungsort in Koblenz. Die Mehrzweckhalle wurde 1959–1962 in der Nähe ihres Vorgängerbaus, der 1901 eröffneten und 1944 zerstörten Städtischen Festhalle, errichtet. Nach einem Umbau, bei dem sie komplett saniert und erweitert wurde, konnte sie 2012 wiedereröffnet werden. Die Halle liegt in der Südlichen Vorstadt von Koblenz in der Nähe des Kurfürstlichen Schlosses und des Weindorfs am Rheinufer.

## Geschichte

### Städtische Festhalle

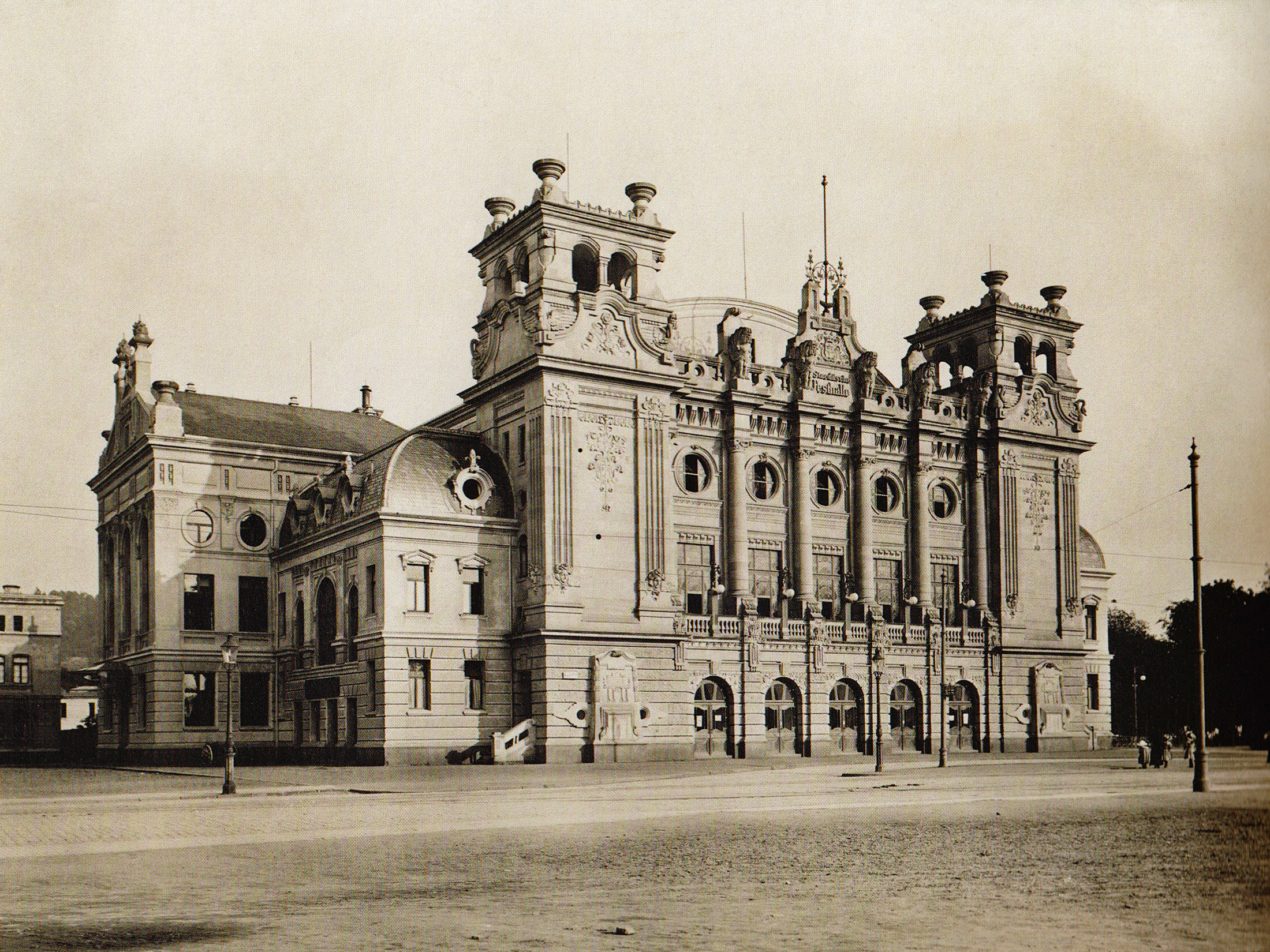
Die Städtische Festhalle 1903

Vorgängerbau war die von 1898 bis 1901 erbaute Städtische Festhalle. Sie stand am östlichen Ende des Kaiser-Wilhelm-Rings (heute: Friedrich-Ebert-Ring) auf dem Ostflügel des ehemaligen Mainzer Tors der Stadtbefestigung, die mit der Entfestigung ab 1890 aufgegeben wurde (50° 21′ 14,5″ N, 7° 35′ 55,5″ O). Sie wurde nach Plänen der Architekten Ehrhard Müller aus Koblenz und Lambert von Fisenne aus Gelsenkirchen im Stil der Neorenaissance und des Neobarocks errichtet. Die feierliche Einweihung fand vom 10. bis 12. Oktober 1901 statt. Nördlich der Städtischen Festhalle war die Rampe zur Pfaffendorfer Brücke, ihr gegenüber auf der anderen Straßenseite wurde 1907 das Barbara-Denkmal eingeweiht. In der Halle fanden vor allem Konzerte, Musikfeste, Ausstellungen und Großveranstaltungen statt. Im Jahr 1925 wurde die Festhalle mit in das Veranstaltungsgelände der Reichsausstellung Deutscher Wein integriert, das sich bis zum heute noch erhaltenen Weindorf erstreckte. Eine weitere Großveranstaltung war der Festakt der Preußischen Staatsregierung am 22. Juli 1930 zur Befreiung des Rheinlands von der französischen Besatzung unter Teilnahme von Reichspräsident Paul von Hindenburg.
Beim schwersten Luftangriff auf Koblenz vom 6. November 1944 wurde die Städtische Festhalle erheblich beschädigt. Nach dem Krieg war der Bau zwar noch wiederaufbauwürdig, allerdings entschied man sich zugunsten einer geänderten Verkehrsführung zur Pfaffendorfer Brücke für den Abriss. Die Ruinen wurden am 11. März 1952 gesprengt und bis auf die Fundamente abgetragen. Die Pfaffendorfer Brücke konnte danach kreuzungsfrei an den Friedrich-Ebert-Ring und an die Neustadt angeschlossen werden.

### Neubau der Rhein-Mosel-Halle 1959–1962

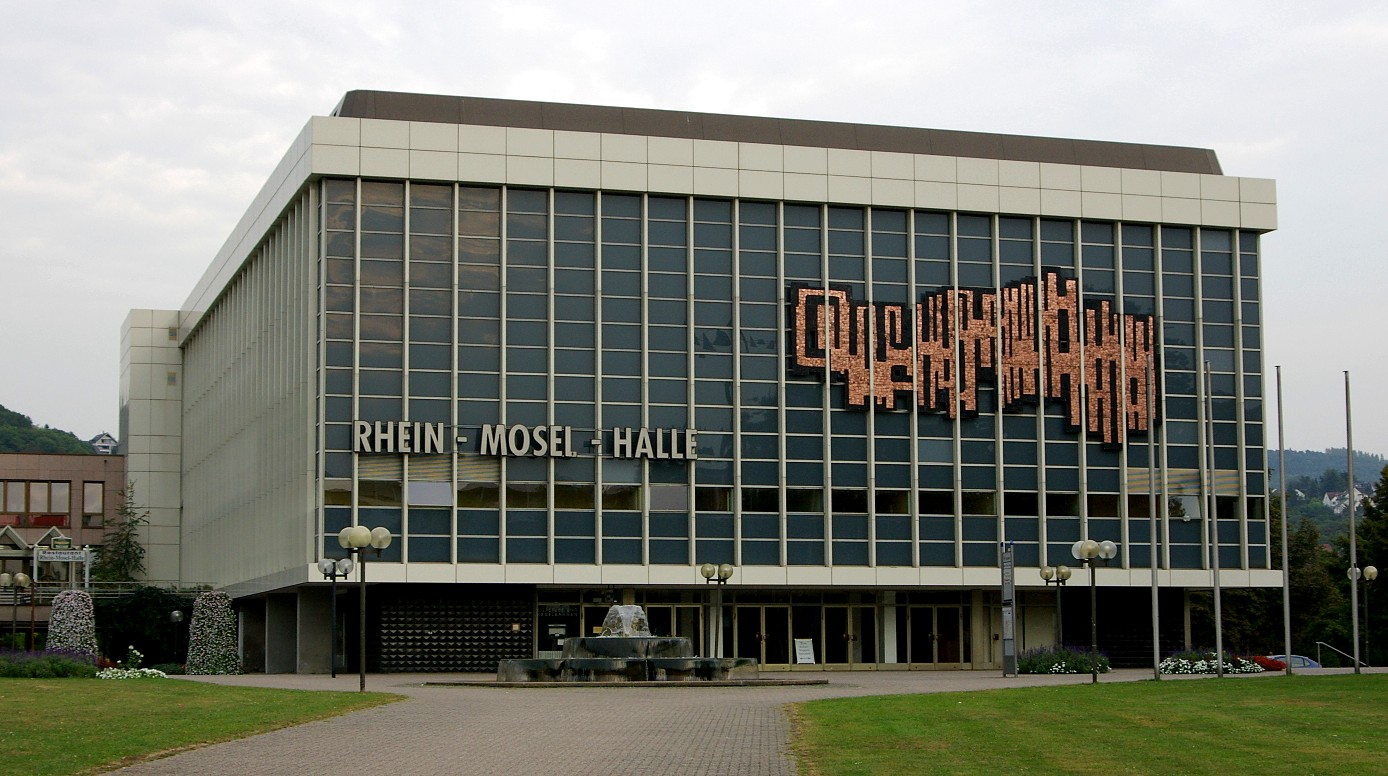
Die Rhein-Mosel-Halle vor dem Umbau im Jahr 2005

Anfang der 1950er Jahre begannen die Planungen zum Bau einer neuen Stadthalle. Flächen für Neubauten fehlten, so entschied man sich, die neue Stadthalle einige Meter hinter der zerstörten Festhalle auf dem ehemaligen Gelände der „Reichsausstellung Deutscher Wein“ von 1925 zu errichten. Für die Enttrümmerung des Geländes musste die Stadt Koblenz einen Kredit von 35.000 DM aufnehmen. Geplant war innerhalb eines Jahres die neue Stadthalle fertigzustellen. Es kam aber erst im September 1953 zu einer Ausschreibung „eines Bauwettbewerbs zur Erlangung von Entwürfen für den Neubau einer Fest- und Ausstellungshalle“, den der Architekt Wilhelm Neveling gewann. Bis Ende der 1950er-Jahre wurde das Projekt in den Hintergrund gedrängt, da sich die Stadtverwaltung in erster Linie für den Wohnungs- und Schulbau einsetzte.
Am 2. Oktober 1959 erfolgte der erste Spatenstich und am 5. Oktober 1960 die Grundsteinlegung. Am 29. Dezember 1962 wurde die neue Stadthalle, die den Namen „Rhein-Mosel-Halle“ bekam, in Anwesenheit von Ministerpräsident Peter Altmeier eingeweiht. Umfangreiche Spenden machten es möglich, die Halle 1963 mit einer Orgel (IV+P/71), errichtet von Emanuel Kemper & Sohn, auszustatten. Die Orgel hat 71 Register mit 5674 Pfeifen und zählte zur damaligen Zeit zu den größten Profanorgeln Deutschlands.
Der Architekt Wilhelm Neveling realisierte einen viergeschossigen „Stahlbetonkubus mit einer zum Rhein hin wirksamen Vorhängefassade“ in der formalen Architektur der 1950er Jahre, basierend auf den Ideen des Bauhauses. Zehn Jahre später wurde in der ehemaligen DDR der von Heinz Graffunder entworfene und heftig diskutierte  Palast der Republik nach ähnlichen Maßstäben konzipiert und gebaut. Bis zum Umbau trug die Rhein-Mosel-Halle auf ihrer Vorderfassade ein Emblem, das der Höhr-Grenzhausener Künstler Eugen Keller entworfen hatte. Der Historiker Erich Franke schrieb zu diesem Werk: „Harmonisch beschwingt wie eine Kadenz symbolisiert die Arabeske den guten Geist der Halle.“ Auch die künstlerische Gestaltung der Rückwand in der ehemaligen Eingangshalle, die nach einer Idee von Neveling das Rhein-Mosel-Dreieck darstellte, stammte von Keller.

### Umbau 2010–2012

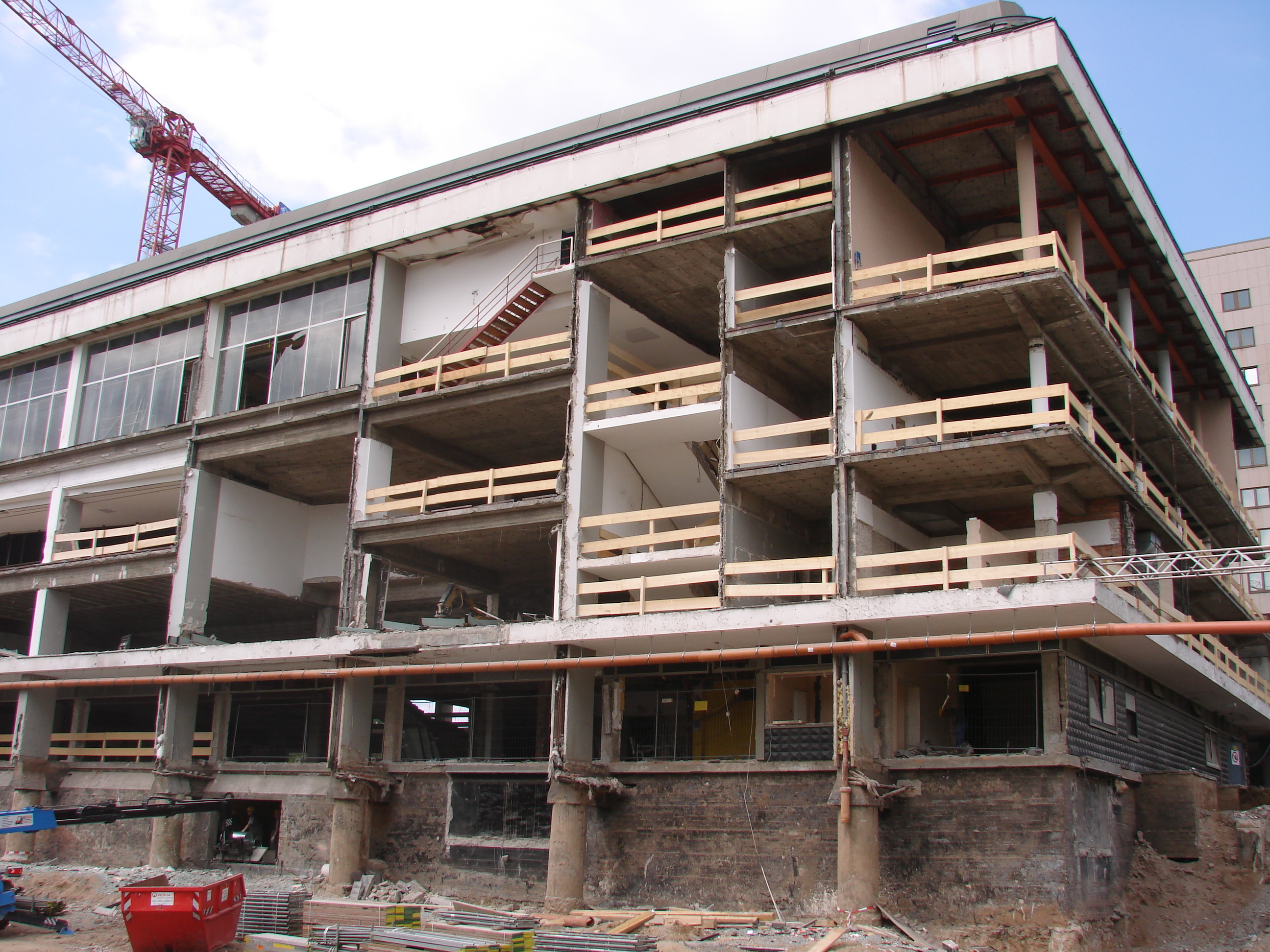
Die Rhein-Mosel-Halle während des Umbaus im Juni 2010

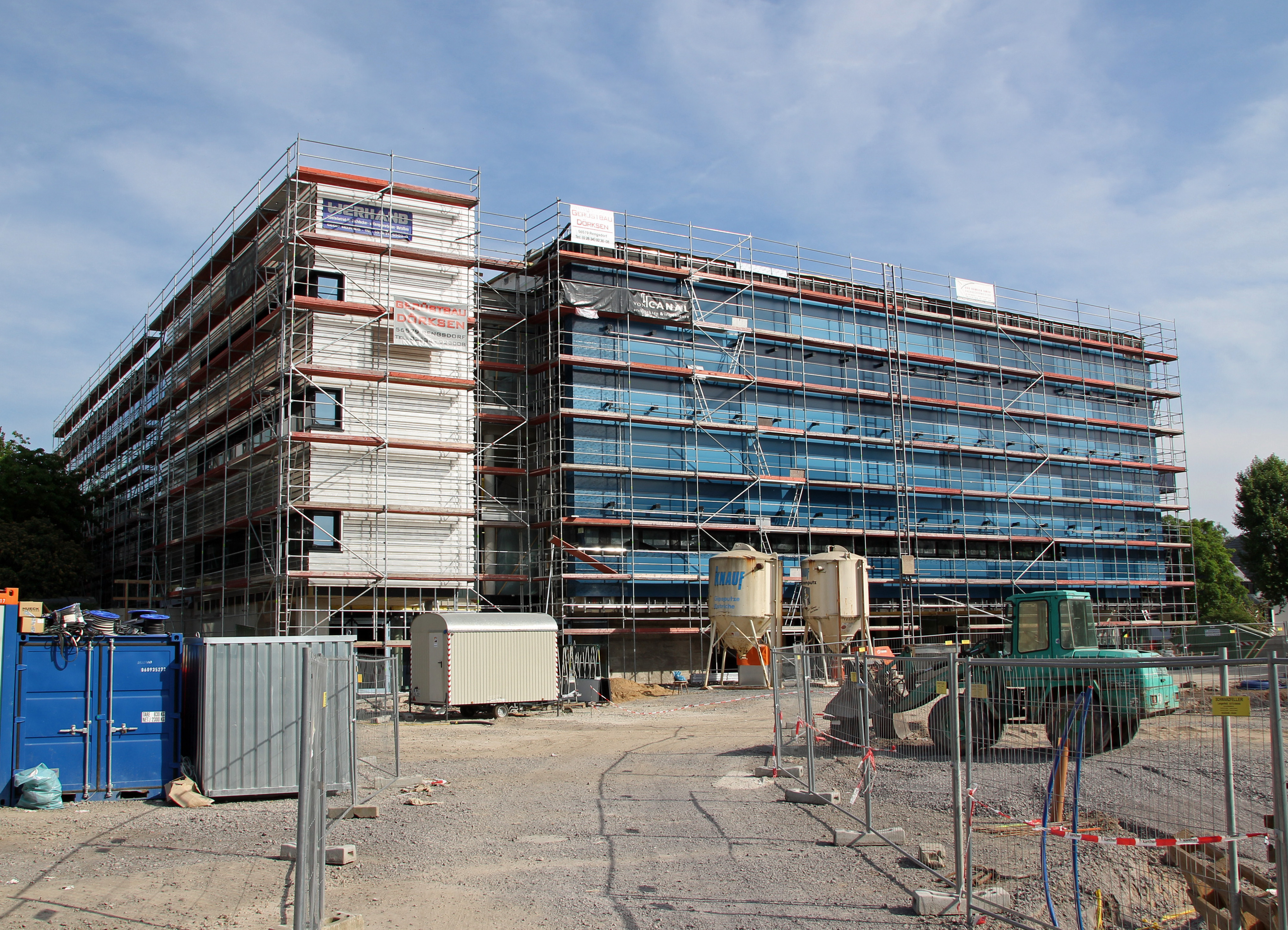
Bauarbeiten an der Rhein-Mosel-Halle im Mai 2011

Im Rahmen der Bundesgartenschau 2011 in Koblenz wurde die Rhein-Mosel-Halle für 32 Millionen Euro komplett saniert und um einen 700 m² großen Tagungskomplex erweitert. Dabei wurde nicht nur eine energetische Sanierung durchgeführt, sondern auch die Beschallungsanlagen auf den neusten Stand gebracht. Die Bauarbeiten, die im April 2010 begannen, konnten jedoch nicht zur Bundesgartenschau fertiggestellt werden. Der Fertigstellungstermin musste immer wieder verschoben werden. Ursprünglich ging man von einer 13-monatigen Bauzeit aus, die sich jedoch auf 30 Monate ausweitete. Erst am 26. September 2012 konnte die Rhein-Mosel-Halle wiedereröffnet werden. Der Quasi-Neubau des Kongress- und Veranstaltungszentrums bietet nun eine Ausstellungsfläche von 1600 m² mit 16 Veranstaltungsräumen zwischen 35 und 1300 m², in denen Veranstaltungen mit zehn bis 1400 Teilnehmern stattfinden können.

## Nutzung
Die Rhein-Mosel-Halle verfügt über mehrere Säle, die für Tagungen und Veranstaltungen verschiedener Art wie Konzerte, Ausstellungen usw. genutzt werden:
| Raum               | Fläche | Höhe   | Reihenbestuhlung                 |
| Großer Saal        | 865 m² | 10,9 m | 1036 Plätze + 10 Rollstuhlfahrer |
| Empore Großer Saal | 425 m² |        | 364 Plätze + 4 Rollstuhlfahrer   |
| Rheinsaal          | 255 m² | 5,8 m  | 270 Plätze                       |
| Lahnsaal           | 188 m² | 2,55 m | 164 Plätze                       |
| Moselsaal          | 100 m² | 2,75 m | 111 Plätze                       |
| Atrium             | 850 m² | 6,0 m  | 510 Plätze                       |
| Galerie            | 580 m² | 2,55 m | 136 Plätze                       |

Hinzu kommen ein Tagungszentrum mit drei kombinierbaren Räumen von insgesamt 365 m² und bis zu 435 Plätzen in Reihe sowie mit weiteren drei Räumen mit einer Gesamtfläche von 335 m² und bis zu 420 Plätzen, außerdem vier Besprechungsräume.

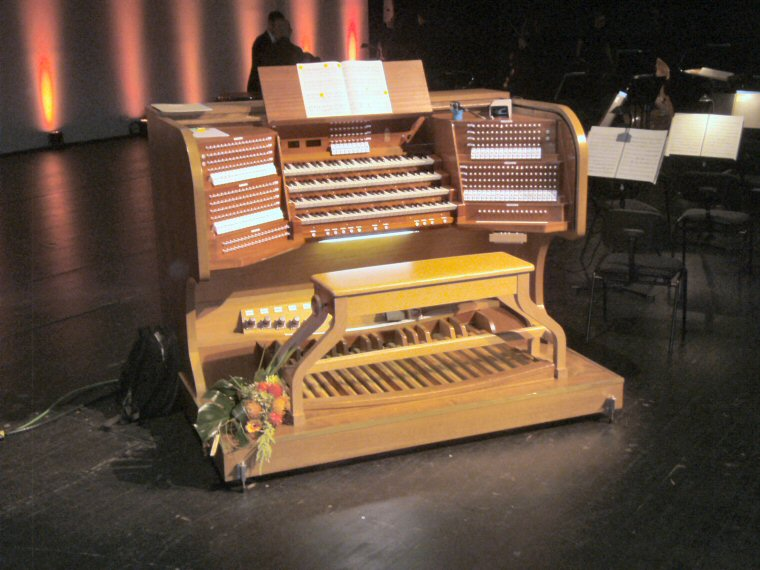
Der Spieltisch der Orgel

Bekannte Künstler, die in der Rhein-Mosel-Halle auftraten, waren unter anderem O. E. Hasse in Schillers Wallenstein, Hermann Prey, Rudolf Schock, Gottlob Frick, Anke Engelke, Münchener Freiheit, Helge Schneider, Urban Priol, Dieter Nuhr oder Michael Mittermeier.

## Orgel
Die Orgel wurde 1963 von Emanuel Kemper mit 71 Registern auf vier Manualen sowie Pedal gebaut. Von 2010 bis 2014 wurde die Orgel von der Orgelbaufirma Hugo Mayer in Heusweiler für etwa 175.000 Euro saniert und wieder in die neue Rhein-Mosel-Halle eingebaut. Das Instrument ist in zwei Kammern links und rechts der Bühne aufgestellt. Es verfügt über eine elektrische Spiel- und Registertraktur, Pitman-Laden und eine elektronische Setzeranlage, die 2014 als Erweiterung hinzugefügt wurde.
| I Hauptwerk C– |       |
| Principal      | 16′   |
| Principal      | 8′    |
| Offenflöte     | 8′    |
| Spitzgambe     | 8′    |
| Metallgedackt  | 8′    |
| Oktave         | 4′    |
| Rohrflöte      | 4′    |
| Quinte         | 2 ⁄3′ |
| Oktave         | 2′    |
| Zimbel III     |       |
| Cornett VI     |       |
| Mixtur VI      |       |
| Trompete       | 16′   |
| Trompete       | 8′    |
| Trompete       | 4′    |

| II Oberwerk C    |       |
| Prästant         | 8′    |
| Gemshorn         | 8′    |
| Spitzgedackt     | 8′    |
| Ital. Prinzipal  | 4′    |
| Blockflöte       | 4′    |
| Rohrquinte       | 2 ⁄3′ |
| Oktave           | 2′    |
| Spitzflöte       | 2′    |
| Glockenzimbel IV |       |
| Scharffmixtur IV |       |
| Rankett          | 16′   |
| Ged. Trompete    | 8′    |
| Schalmey         | 4′    |
| Tremulant        |       |

| III Schwellwerk C– |        |
| Gedacktpommer      | 16′    |
| Prinzipal          | 8′     |
| Salicional         | 8′     |
| Schwebung          | 8′     |
| Bordun             | 8′     |
| Oktave             | 4′     |
| Querflöte          | 4′     |
| Schwiegel          | 2′     |
| Sifflöte           | 1 ⁄3′  |
| Septime            | 1 ⁄7′  |
| Terzflöte          | 1 3⁄5′ |
| Oktävlein          | 1′     |
| None               | 8⁄9′   |
| Rauschquinte II    |        |
| Scharffzimbel V    |        |
| Mixtur V           |        |
| Dulcian            | 16′    |
| Oboe               | 8′     |
| Kopfregal          | 4′     |
| Tremulant          |        |

| IV Positiv C–   |       |
| Holzgedackt     | 8′    |
| Quintade        | 8′    |
| Prinzipal       | 4′    |
| Spillflöte      | 4′    |
| Oktave          | 2′    |
| Nasat           | 1 ⁄3′ |
| Sesquialtera II |       |
| Scharff IV      |       |
| Krummhorn       | 8′    |
| Tremulant       |       |

| Pedal C–        |         |
| Principal       | 16′     |
| Subbass         | 16′     |
| Gedacktbass     | 16′     |
| Quintbass       | 10 2⁄3′ |
| Oktavbass       | 8′      |
| Flötbass        | 8′      |
| Choralbass      | 4′      |
| Nachthorn       | 2′      |
| Basszink III    |         |
| Pedalmixtur V   |         |
| Großfagott      | 32′     |
| Posaune         | 16′     |
| Trompete        | 8′      |
| Klarine         | 4′      |
| Singend Cornett | 2′      |

- Koppeln: I/P, II/P, III/P, IV/P, II/I, III/I, IV/I, III/II, IV/II, IV/III